# Violet Radcliffe
Violet Radcliffe, o Violet Radcliff, (Niagara Falls, 20 agosto 1904 – New York, 4 maggio 1965), è stata un'attrice statunitense del cinema muto, attiva come attrice bambina dal 1914 al 1918 (tra i 10 e i 14 anni di età).

## Biografia
La data di nascita di Violet Radcliffe è rimasta a lungo incerta in quanto nel corso della sua carriera per motivi pubblicitari si tese ad affermare che fosse più giovane. In realtà, è accertato che Violet nacque a Niagara Falls il 20 agosto 1904. Il suo esordio avvenne nel 1914, con il suo primo film, Orphans of the Wild, un cortometraggio prodotto dalla Pathé Frères. Dal 1915 al 1918, fece parte della troupe dei film girati dai fratelli Sidney e Chester M. Franklin ai loro esordi nella regia.
Nella sua carriera, dal 1914 al 1918, Violet girò più di trenta pellicole. Assieme a Beulah Burns, Georgie Stone, Carmen De Rue, Francis Carpenter, Ninon Fovieri e Lloyd Perl forma un'affiatata compagnia di attori bambini ("The Triangle Kids"), protagonisti in numerose pellicole prodotte dalla Fine Arts Film Company e distribuite dalla Triangle Distributing. Di quel gruppo, Radcliffe è tra coloro la cui carriera cinematografica fu la più intensa e duratura. 
Come già accaduto prima di lei a Marie Eline e tante altre piccole attrici bambine, fu impiegata indifferentemente (e quasi in eguale misura) in parti maschili e femminili, secondo quella che all'epoca era un'accettata convenzione teatrale e cinematografica. È così "Dan" in una serie di cortometraggi del 1915 e, in un cast tutto di attori bambini, "Al-Tabib" in Aladino e la lampada magica (1917) e "Long John Silver" in Treasure Island (1918).
Poco si sa della sua vita dopo aver lasciato definitivamente le scene nel 1922. Le voci di una sua scomparsa nel 1926 si sono rivelate prive di ogni fondamento. Morì il 4 maggio 1965 a Los Angeles, CA.

## Riconoscimenti
- Young Hollywood Hall of Fame (1908-1919)

## Filmografia
- Orphans of the Wild - cortometraggio (1914)
- Kids, regia di Robert Thornby - cortometraggio (1914)
- Carmen's Wash Day - cortometraggio (1914)
- Olive's Love Affair, regia di Robert Thornby - cortometraggio (1915)
- The Baby, regia di Sidney Franklin e Chester M. Franklin - cortometraggio (1915)
- The Rivals, regia di Sidney Franklin e Chester M. Franklin - cortometraggio (1915)
- Little Dick's First Case, regia di Sidney Franklin e Chester M. Franklin - cortometraggio (1915)
- Dirty Fan Dan, regia di Sidney Franklin e Chester M. Franklin - cortometraggio (1915)
- Pirates Bold, regia di Sidney Franklin e Chester M. Franklin - cortometraggio (1915)
- The Ashcan, or Little Dick's First Adventure, regia di Sidney Franklin e Chester M. Franklin - cortometraggio (1915)
- The Kid Magicians, regia di Sidney Franklin e Chester M. Franklin - cortometraggio (1915)
- A Ten-Cent Adventure, regia di Sidney Franklin e Chester M. Franklin - cortometraggio (1915)
- The Runaways, regia di Sidney Franklin e Chester M. Franklin - cortometraggio (1915)
- The Straw Man, regia di Sidney Franklin e Chester M. Franklin - cortometraggio (1915)
- Billie's Goat, regia di Sidney Franklin e Chester M. Franklin - cortometraggio (1915)
- The Right to Live - cortometraggio (1915)
- The Little Cupids, regia di Sidney Franklin e Chester M. Franklin - cortometraggio (1915)
- For Love of Mary Ellen, regia di Sidney Franklin e Chester M. Franklin - cortometraggio (1915)
- The Little Life Guard, regia di Sidney Franklin e Chester M. Franklin - cortometraggio (1915)
- The Doll House Mystery, regia di Sidney Franklin e Chester M. Franklin - cortometraggio (1915)
- I sette angeli di Ketty (Let Katie Do It), regia di C.M. Franklin e S.A. Franklin (1916)
- The Children in the House, regia di Sidney Franklin e Chester M. Franklin (1916)
- Amore malvagio (Going Straight), regia di Sidney Franklin e Chester M. Franklin (1916)
- The Little School Ma'am, regia di Sidney Franklin e Chester M. Franklin (1916)
- Gretchen the Greenhorn, regia di Sidney Franklin e Chester M. Franklin (1916)
- A Sister of Six, regia di Sidney Franklin e Chester M. Franklin (1916)
- Children of the Feud, regia di Joseph Henabery (1916)
- Everybody's Doing It, regia di Tod Browning (1916)
- Cheerful Givers, regia di Paul Powell (1917)
- Jack and the Beanstalk, regia di Chester M. Franklin e Sidney Franklin (1917)
- Aladino e la lampada magica (Aladdin and the Wonderful Lamp), regia di Chester M. Franklin e Sidney Franklin (1917)
- The Babes in the Wood, regia di Chester M. Franklin e Sidney Franklin (1917)
- Treasure Island, regia di Chester M. Franklin e Sidney Franklin (1918)
- Six Shooter Andy, regia di Sidney Franklin (1918)
- Fan Fan, regia di Chester M. Franklin e Sidney Franklin (1918)
- I favori della signorinetta (Little Miss Smiles), regia di John Ford (1922)